# S&P/ASX 20
Der S&P/ASX 20-Index ist ein Aktienindex von Standard & Poor’s, der die 20 größten an der australischen Börse gelisteten Unternehmen umfasst. Er ist Teil des S&P Global 1200. Alle Bestandteile des ASX 20 sind auch im ASX 50 enthalten.

## Zusammensetzung
Im Mai 2022 war die Zusammensetzung des ASX 20 wie folgt:
| Symbol | Unternehmen             | Branche | Branche                | Sitz               |
| Symbol | Unternehmen             | Code    | Name                   | Sitz               |
| ------ | ----------------------- | ------- | ---------------------- | ------------------ |
| ALL    | Aristocrat Leisure      | 25      | Consumer Discretionary | Sydney             |
| ANZ    | ANZ Bank                | 40      | Finanzen               | Melbourne          |
| BHP    | BHP                     | 15      | Rohstoffe              | Melbourne          |
| CBA    | Commonwealth Bank       | 40      | Finanzen               | Sydney             |
| COL    | Coles Group             | 30      | Consumer Staples       | Melbourne          |
| CSL    | CSL                     | 35      | Health Care            | Melbourne          |
| FMG    | Fortescue Metals Group  | 15      | Rohstoffe              | Perth              |
| GMG    | Goodman Group           | 60      | Immobilien             | Sydney             |
| MQG    | Macquarie Group         | 40      | Finanzen               | Sydney             |
| NAB    | National Australia Bank | 40      | Finanzen               | Melbourne          |
| NCM    | Newcrest                | 15      | Rohstoffe              | Melbourne          |
| RIO    | Rio Tinto               | 15      | Rohstoffe              | Melbourne / London |
| S32    | South32                 | 15      | Rohstoffe              | Perth              |
| STO    | Santos                  | 10      | Energie                | Adelaide           |
| TCL    | Transurban              | 20      | Industrie              | Melbourne          |
| TLS    | Telstra                 | 50      | Telekommunikation      | Melbourne          |
| WBC    | Westpac                 | 40      | Finanzen               | Sydney             |
| WDS    | Woodside Energy         | 10      | Energie                | Perth              |
| WES    | Wesfarmers              | 30      | Consumer Staples       | Perth              |
| WOW    | Woolworths              | 30      | Consumer Staples       | Sydney             |